# Climate Action Tracker
El Climate Action Tracker (CAT) es un sitio web en inglés que analiza los compromisos que los países establecen en sus Contribuciones Determinadas a Nivel Nacional (NDC, por sus siglas en inglés) y el impacto que estos compromisos voluntarios tienen en el objetivo de llegar a 1,5 °C de calentamiento global, según lo establecido por el Acuerdo de París. Estos compromisos se analizan científicamente y se incorporan a un modelo climático que proporciona un pronóstico del calentamiento global hasta el año 2100, basado en las NDC.
El Climate Action Tracker (que, traducido, se asemejaría a "rastreador de acciones climáticas") es un consorcio internacional mantenido por tres instituciones científicas, el New Climate Institute, el Climate Analytics y el Instituto Potsdam para la Investigación sobre el Impacto del Cambio Climático. El sitio web se lanzó en noviembre de 2009. El CAT está financiado por la Fundación Europea para el Clima.
Para elaborar los análisis se toman los datos de 32 estados que en conjunto son responsables por alrededor del 80% de las emisiones globales y que representan aproximadamente el 70% de la población mundial. El pronóstico de todos los análisis combinados se presenta en forma de termómetro, con un desglose por país que resume los principales puntos de análisis.
Además, se publica un informe que analiza las brechas de emisiones (el CAT Emissions Gaps), que muestra las diferencias entre las emisiones previstas y las emisiones necesarias para alcanzar el objetivo de 2 °C y 1,5 °C respectivamente.
El CAT utiliza fuertemente la evidencia provista por las publicaciones especializadas en revistas científicas.

## Estado actual del pronóstico
Actualmente (a marzo de 2020), teniendo en cuenta las medidas en curso (en inglés, Current Policies), se alcanza un rango de temperatura entre +2,3 °C hasta +4,1 °C, con un valor de pronóstico de +3,0 °C. Sobre la base de las reducciones de emisiones y los objetivos prometidos (en inglés, Pledges & Targets), se estipula un resultado con un valor de entre +2,3 °C hasta +3,5 °C y un valor de pronóstico de +2,8 °C.

## Uso
El Climate Action Tracker se utilizó como insumo durante las conferencias sobre el clima. También lo consultan medios de comunicación de renombre como BBC News, el Washington Post y el diario alemán Spiegel Online. Los resultados del CAT se tuvieron en cuenta en el Informe sobre la brecha de emisiones del Programa de Naciones Unidas para el Medio Ambiente.